# Better Living Through Chemistry
Better Living Through Chemistry es el primer álbum de Fatboy Slim. Editado en 1996. Tiene el mismo nombre que el eslogan de DuPont «Better Living Through Chemistry».
El fundador de Skint Records, Damian Harris, ha descrito este álbum como 'más una recopilación de canciones que un álbum', debido a que alguno de los temas habían sido grabados antes del lanzamiento del disco, debido a los otros proyectos musicales de Norman Cook alias Fat Boy Slim.
El arte de tapa del álbum contiene una fotografía de un disco floppy de 3,5 pulgadas, a modo de homenaje a Blue Monday de New Order, que contenía en su arte de tapa un disco floppy de 5,25 pulgadas.

## Lista de canciones
1. «Song for Lindy» – 4:50
2. «Santa Cruz» – 7:30
3. «Going Out of My Head» – 5:14
4. «The Weekend Starts Here» – 6:41
5. «Everybody Needs a 303» – 5:49
6. «Give the Po'Man a Break» – 5:50
7. «10th & Crenshaw» – 4:20
8. «First Down» – 6:18
9. «Punk to Funk» – 4:57
10. «The Sound of Milwaukee» – 6:18